# Schloss Zell (Zell, Mosel)

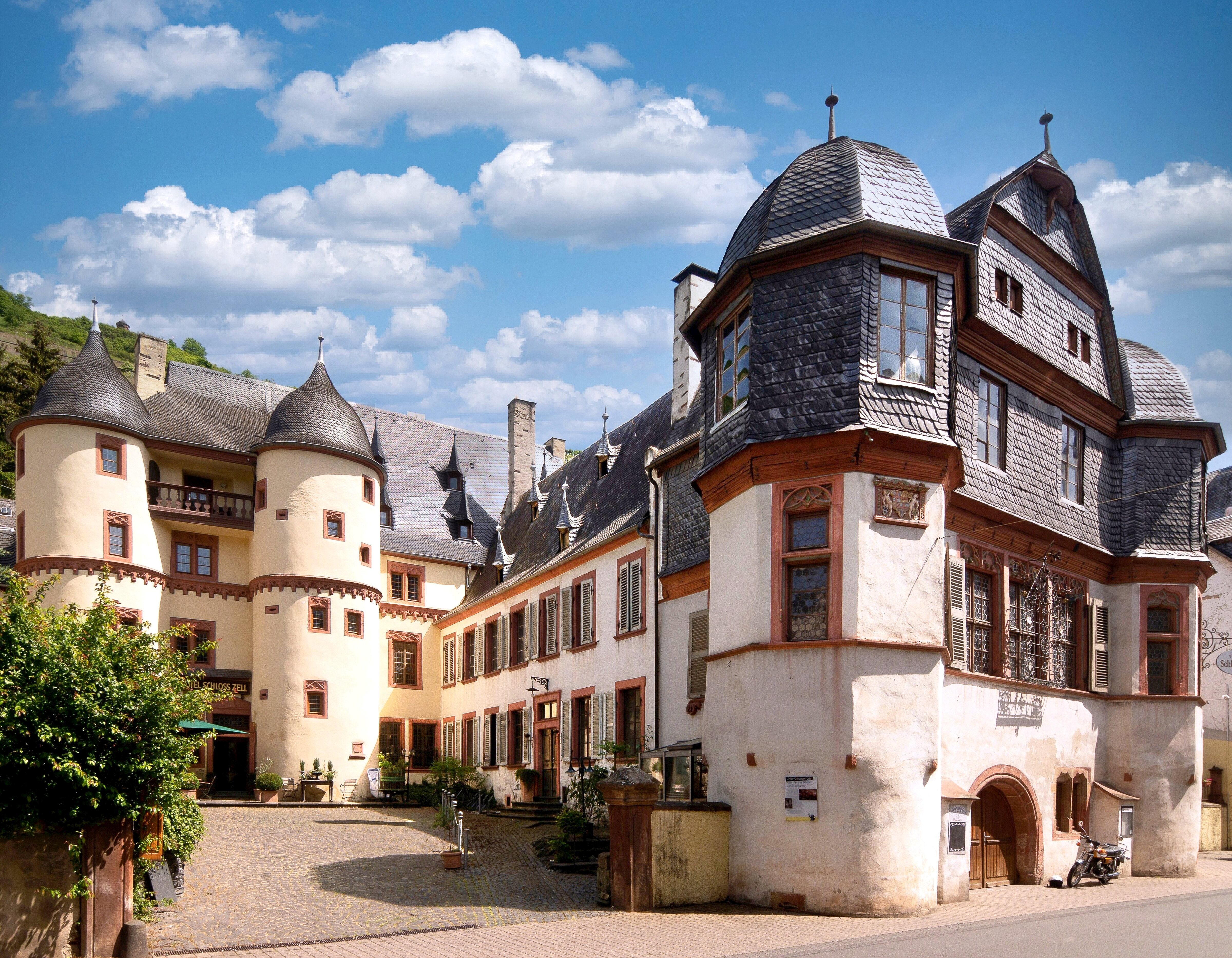
Schloss Zell, Gesamtansicht

Das Schloss Zell ist eine burgähnliche, zwischen 1535 und 1542 errichtete Anlage im Ortskern der heutigen Stadt Zell an der Mosel.

## Geschichte
Die Moselstadt Zell ist eine römische Gründung nach 70 n. Chr. Im Jahre 1144 kam das dem Pfalzgraf bei Rhein (zu dieser Zeit Otto II. (Bayern)) unterstehende Gebiet um Zell zum Kurfürstentum Trier und es wurden Befestigungen und Burgen errichtet. 1222 gab der Kurfürst Theoderich II. von Wied dem Ort Zell das Recht, sich mit einer Mauer zu umgeben (Stadtrecht).
Der im benachbarten Ort Neef geborene Trierer Kurfürst Johann III. von Metzenhausen beauftragte 1535 den frisch ins Amt gekommenen Zeller Amtmann Konrad von Metzenhausen (nicht in direkter Linie verwandt) sowie den Kellner Johann von Senheim in Zell ein Schloss zu errichten. Wer an dem Auftrag den größten Anteil hatte, ist heute unklar. Mehrmals am Schloss finden sich Hausmarken Senheims. Das zeigt, dass dieser wohl einen wesentlichen Anteil am Bau innehatte. Im Wappenstein erkennt man zudem die Bedeutung, die der Kellner für den Landesherrn hatte. So wohnte er zusammen mit dem Amtmann (der auch als Amtsbürgermeister genannt wird) im Schloss. In den Jahren 1542, 1551, 1552 residierten zeitweise auch die Nachfolger des Bauauftraggebers, die Trierer Kurfürsten Johann IV. Ludwig von Hagen und Johann V. von Isenburg hier. 1847 beherbergte das Schloss auch Friedrich Wilhelm IV. von Preußen.
Wiederkehrende Erwähnungen, wonach das Schloss bereits 1342 von Balduin von Luxemburg errichtet worden sein soll, erweisen sich als nicht haltbar, da es hierüber keine Belege gibt. Eher steht eine fehlerhafte abgelesene Jahreszahl am hinteren Schlossflügel für diese Fehlinterpretation ursächlich.
Das Schloss löste nach seiner Errichtung 1542 die Burg Arras als Landesburg zur Kontrolle der dortigen Moselschleife („Zeller Hamm“) ab.

## Architektur
Das Schloss besteht aus drei sehr unterschiedlichen Trakten, die zusammen einen Grundriss in der Form eines L bilden. Der 1535–1542 errichtete Hauptbau liegt von der Schlossstraße aus gesehen ca. 30 Meter nach hinten versetzt. Rückwärtig grenzt er mit seiner Ostfassade an die Jakobstraße. Der Gebäudestil steht beispielhaft für die Nachgotik des 16. Jh. Zwar wies das Konzept mit den beiden runden Ecktürmen schon damals moderne Formen auf, jedoch weisen das hohe Giebelhaus mit seinem Spitzgiebel im Süden sowie die Kleeblattbogenfriese noch gotische Formen auf. Diese, die drei Geschosse trennenden, Bogenfriese sind ein typisches spätgotisches Motiv, das sich an Mosel und Mittelrhein noch bis lange, bis hinein bis ins 16. Jhd., gehalten hat.
Auf seiner freien linken Seite hat der „kurze Schenkel des L“ drei Rundtürme (die Gebäude noch weiter links sind später erst dazugekommen). Der südliche, bzw. der rechte Turm der Westfassade ist ein Treppenturm, während der nördliche Gewölbezimmer mit Kreuzrippengewölben beherbergt. Beide Türme sind in Höhe ihres vierten Geschosses durch einen Balkon mit hölzerner Balustrade miteinander verbunden. Auf der rückwärtigen Seite an der Nordostecke befindet sich noch ein erkennbar schlankerer Turm. Als Baumaterial für das Schloss wurde verputzter Bruchstein unter Verwendung von rotem Sandstein für die Gliederungselemente eingesetzt.
Der Teil des Schlosses, das an die Schlossstraße grenzt (der „lange Schenkel des L“), der ursprüngliche Torbau, ist zur Straße hin dreigeschossig und besitzt ein zweiflügliges Holztor. Zwei Flankentürme, unten in der Sockelzone rund angelegt und noch nahe dem Boden in eine achteckige Form übergehend und im obersten Geschoss verschiefert, verschaffen dem Torbau, ungeachtet seiner großen Doppelfenster darüber, ein wehrhaftes Aussehen. Eine Freitreppe führte vom umschlossenen Schlosshof zum neuen Saal. Heute nimmt ein Verbindungstrakt zwischen den beiden bestehenden Bauteilen diese Treppe auf. Dieser zweigeschossige Zwischenbau, der den südlichen Flügel des Hauptgebäudes und den Torbau verbindet, wurde erst im 18. Jh. gebaut und befindet sich heute noch im weitgehend unrestaurierten Zustand seiner Erbauung (Stand 2021). Zur gleichen Zeit erhielten Hof und Garten eine Einfriedung, deren Pfeiler Rokokoskulpturen aus Sandstein trugen (Diana, Apollon und vermutlich auch Minerva). Ebenfalls wurde der Torbau um ein weiteres Stockwerk erhöht, optisch abgetrennt durch ein Schwellengesims mit Schmuckprofilen.
Das verschieferte Fachwerk-Obergeschoss mit den Turmhauben und dem geschweiften Giebel entsteht neu. Der alte Bau erhielt einen neuen Eingang (jetzt Hoteleingang).

## Gegenwart
1803 kam im Zuge der Säkularisation das ehemalige kurfürstliche Besitztum für 3800 französische Goldfranken in private Hand. Seit 1948 befindet sich eine Gastronomie im Schloss und wurde von Familie Bohn betrieben. 1990 verkaufte Familie Bohn es an die Familie Schneiders, welche das Schloss gründlich renovierte. Nach einem Umbau im Mai 2010 ist das Hauptgebäude bis heute ein Hotel der 3 Sterne-Kategorie. Der Turmbau und der zum Hauptgebäude führende Verbindungsbau befinden sich in der Hand eines Winzers. Während der Turmbau als Gastronomie unter dem Namen „Schlosskeller“ betrieben wird, blieb der große Verbindungsbau, trotz Restaurierungsankündigungen, ungenutzt (Stand 2021).